# Augustinerinnenkloster Memmingen
Das Augustiner-Eremitinnenkloster ist ein ehemaliges Kloster in Memmingen. Es war der Hl. Elisabeth geweiht und wurde 1252 erstmals urkundlich erwähnt.

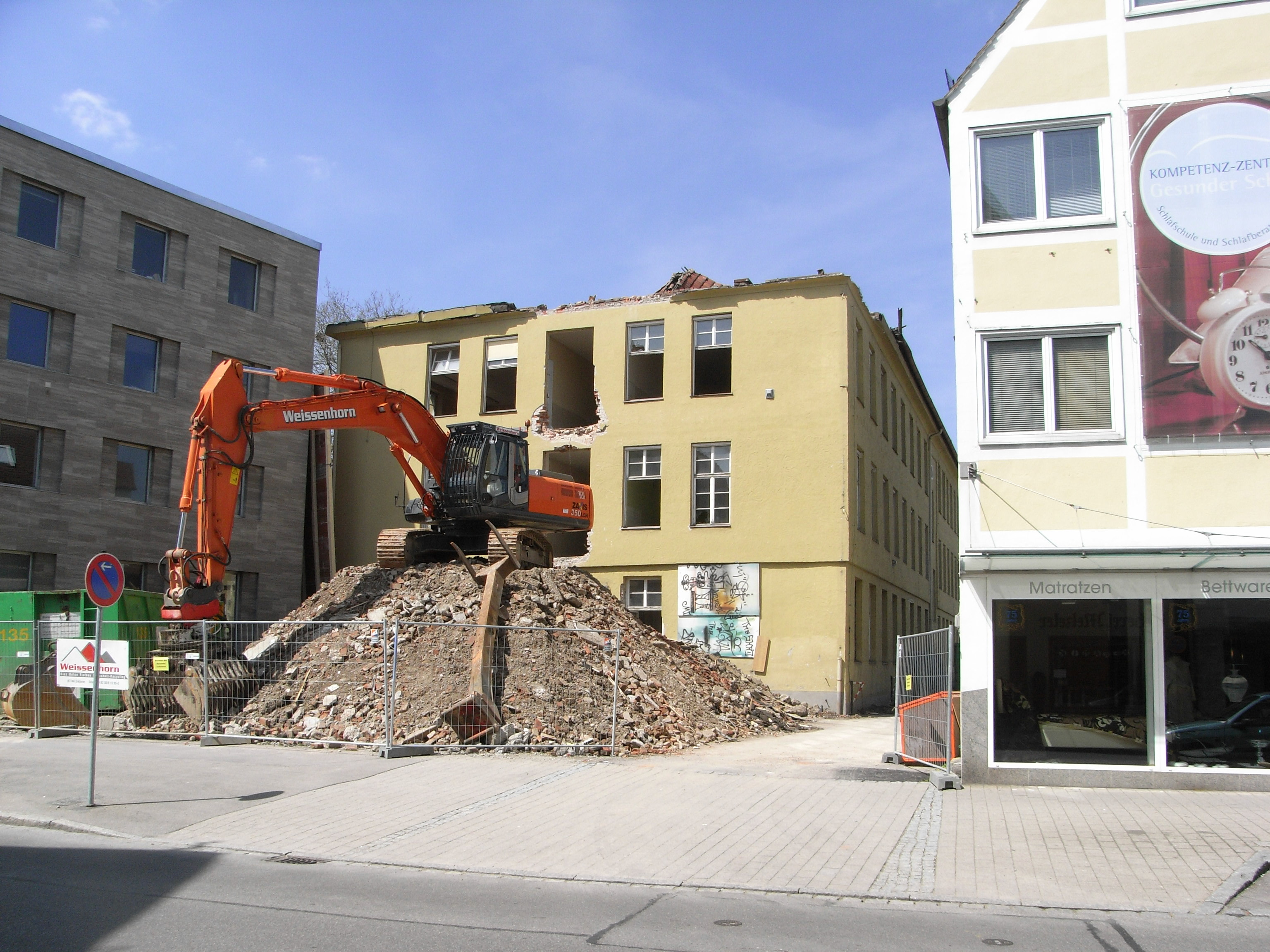
Das Klostergebäude wird abgebrochen. Lediglich ein kleines Stück Kreuzgang aus dem 13. Jahrhundert und eine Wand der ehemaligen Klosterkirche bleibt erhalten.

## Geschichte
Die Gemeinschaft war entstanden, um die Armen- und Krankenpflege in Memmingen zu übernehmen. Die Mönche des Augustinerklosters Memmingen übernahmen die geistliche Leitung des Frauenklosters, das die Augustinerregel annahm. Das Gebäude des Klosters befand sich auf einem Grundstück der Frauenkirche außerhalb der Stadtmauer. Durch einige abgabepflichtige Bauernhöfe und Almosen fanden die Schwestern ihr Auskommen. Im 15. Jahrhundert wurden die Nonnen auf Bitten des Stadtrates einer Reform unterworfen und erhielten strengere Regeln. Die Kirche wurde 1472 umgebaut.
Anfang des 16. Jahrhunderts traten starke Spannungen zwischen den Augustinern und dem Frauenkonvent auf, bis es 1519 zum Bruch kam. Das Frauenkloster wurde nun direkt dem Augsburger Bischof unterstellt.
In der Reformationszeit traten die Schwestern nach und nach zum lutherischen Glauben über, der Konvent löste sich auf und das Vermögen wurde gegen Entschädigungszahlungen an das städtische Spital übertragen. Endgültig erlosch das Kloster 1551. Die Lateinschule wurde 1572 hierherverlegt. →Bernhard-Strigel-Gymnasium bekannter Schüler war 1590/93 Melchior Goldast.
Der ehemalige Klosterstadel diente ab 1620 als Zeughaus und ab 1802 als Theater. Das Klostergebäude sowie die ehemaligen Nebengebäude wurden abgerissen.

## Heutige Bebauung
Die noch auf dem Gelände des Klosters vorhandenen Gebäude wurden im März 2008 vollständig abgebrochen. Im Anschluss wurden umfangreiche Grabungsarbeiten unter dem ehemaligen Klostergebäude durchgeführt. Dabei kamen eine ehemalige Nordwand der Klosterkirche zum Vorschein und mehrere Fundamentreste. Auf dem Gelände wurde am 10. Oktober 2010 ein neuer Gebäudekomplex eingeweiht. Das dahinterliegende Landestheater Schwaben bekam neue Werkstätten, ein Künstlercafé sowie eine kleine Kunstbühne. Im Teil, welcher der Lindentorstraße zugewandt ist, wurden neue Geschäftshäuser gebaut. Eine Tiefgarage mit etwa 120 Stellplätzen wurde unter dem Gelände realisiert.